# Stare Leszczyny
Stare Leszczyny (prononciation [ˈstarɛ lɛʂˈt͡ʂɨnɨ]) est un village de la gmina de Jeżów, du powiat de Brzeziny, dans la voïvodie de Łódź, situé dans le centre de la Pologne.
Il se situe à environ 8 kilomètres au sud-ouest de Jeżów (siège de la gmina), 10 kilomètres à l'est de Brzeziny (siège du powiat) et 29 kilomètres à l'est de Łódź (capitale de la voïvodie).

## Administration
De 1975 à 1998, le village était attaché administrativement à l'ancienne voïvodie de Skierniewice.

Depuis 1999, il fait partie de la nouvelle voïvodie de Łódź.